# Gabriel Cochet
Pour les articles homonymes, voir Cochet.
 (novembre 2023).
Gabriel Cochet né le 22 octobre 1888 à Saumur et mort le  14 décembre 1973 à Perpignan, est un général et résistant français de la Seconde Guerre mondiale, grand-croix de la Légion d'honneur et médaillé militaire.

## Biographie
Gabriel Roger Cochet entre en service le 15 octobre 1907 comme engagé volontaire et réussit la commission d'examen d'aptitude pour être nommé brigadier au bout de 4 mois de service actif. Il reçoit son brevet d'aptitude militaire le 29 octobre 1907. Il est artilleur au 25e RA (6e Corps d'armée). On lui décerne le brevet d'aviateur militaire le 9 avril 1916, il est lieutenant d'artillerie (ordre no 3204). Général de brigade aérienne en 1939, il commande les forces aériennes de la 5ème Armée.
Dès le 6 septembre 1940, de Chamalières, il lance et diffuse sous forme de tracts le premier appel métropolitain à la résistance, signé de son nom. Il lance d'autres appels en 1940 et 1941, mais il affirme sa fidélité au maréchal Pétain, ce qui le fait classer comme "vichysto-résistant".
Il agit à visage découvert, étant persuadé d’agir en harmonie avec la ligne politique du gouvernement de Vichy, jusqu'à la signature des protocoles de Paris (mai 1941). Les services secrets du régime le placent sous surveillance et noyautent son mouvement et Darlan le fait interner le 21 juin 1941 à Vals-les-Bains.
Après novembre 1942, il comprend qu’il est un hors-la-loi. Il se met au service du général de Gaulle, en mars 1943 à Londres, puis en octobre à Alger. Chargé un temps de l'unification des services spéciaux gaullistes et giraudistes, il est en 1944 nommé chef des FFI de la zone Sud.
À la Libération, il fait partie de l'équipe d'anciens adhérents du Parti démocrate populaire qui refusent la transformation du PDP en Mouvement républicain populaire, choisissant de constituer un nouveau Parti démocrate, lequel rejoint le Rassemblement des gauches républicaines. Le PDP fusionne en 1946, après quelques mois d'existence, avec l'Union démocratique et socialiste de la Résistance.
Il est élevé à la dignité de grand-croix de la Légion d'honneur le 7 septembre 1946.
Il est en 1948 le président-fondateur du Comité d'action de la Résistance, qu'il préside jusqu'à sa démission en 1952. Il fonde et préside l'association Les Premiers de la résistance.
Il siège au conseil d'administration d'Air France de 1948 à 1960.
Il est décoré de la médaille militaire le 4 juin 1952, plus haute récompense pour un officier général.
Il meurt le 14 décembre 1973 à Perpignan et est inhumé au cimetière nouveau de Neuilly-sur-Seine auprès de sa femme.

## Distinctions
- Médaille militaire (4 juin 1952) [9]
- Grand-croix de la Légion d'honneur ( 7 septembre 1946)
- Croix de guerre 1914–1918
- Croix de guerre 1939–1945
- Médaille de la Résistance française

## Hommage
Une place du Général-Cochet est créée à Paris en 1979 dans le 19e arrondissement et une rue lui est attribuée à Clermont-Ferrand.